# Доска пола

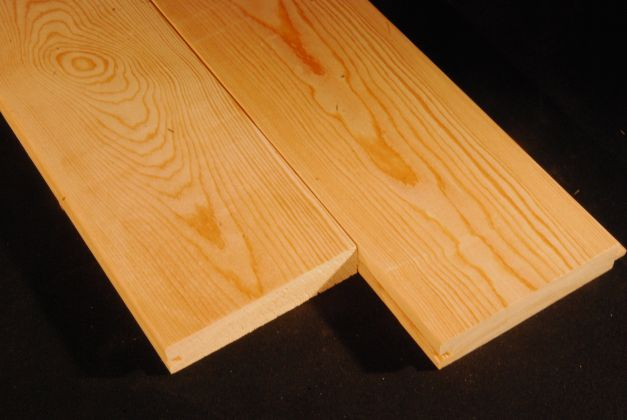

Доска для покрытия пола (также: доска пола, половая доска) — профильная деталь из древесины для покрытия полов.
Представляет собой фрезерованную доску, выполненную из массивной древесины (в отличие от паркетной доски, клеёной из нескольких слоёв) благодаря чему способна выдержать большее число циклёвок. Для фиксирования между собой имеет паз на одной кромке и гребень на другой. На внутренней стороне массивной доски расположена выемка (или ряд выемок), которая позволяет снять напряжение древесины и предотвратить коробление от колебаний температуры и влажности.
В качестве материала для половой доски могут использоваться различные породы древесины, кроме тополя и липы. Для недостаточно твёрдых пород древесины (сосна, ольха, осина и т. п.) необходимо специальное стойкое к истиранию защитное лако-красочное покрытие, периодически обновляемое.

## Преимущества пола из досок
- Отличается высокой прочностью и надёжностью
- Сохраняет тепло
- Изготовляется из натуральных материалов
- Обладает антистатическими и антиаллергическими свойствами (при покрытии лаком теряет данное преимущество)
- Изготовляется из возобновляемых природных ресурсов (экологичен).

## Недостатки пола из досок
- Хорошо проводит звук
- Требователен в уходе и эксплуатации
  - не допускает переувлажнения
  - мягкий, нестойкий к истиранию (без покрытия специальными многокомпонентными лаками). Требует предохранения от образования царапин, вмятин (подпятники у мебели, фетровые наконечники и т. д.)
  - требует периодического обновления защитного лако-красочного слоя
- Горюч
- Подвержен гниению
- Поражается насекомыми
- Подвержен разрушению грызунами
- Меняет форму (рассыхается, разбухает, коробится, образует трещины)
- Требует высокой квалификации при устройстве напольного покрытия.